# Premio Hugo al mejor escritor aficionado
Los Premios Hugo se otorgan cada año por la Sociedad mundial de ciencia ficción (World Science Fiction Society) a las mejores obras y logros del año anterior en el campo de la ciencia ficción o la fantasía. El premio, que anteriormente se denominó Science Fiction Achievement Award, actualmente recibe su nombre en honor a Hugo Gernsback, fundador de la revista pionera en la ciencia ficción Amazing Stories. El premio se ha descrito como «un excelente escaparate para la ficción especulativa» y «el premio literario más conocido para la literatura de ciencia ficción».
El Premio Hugo al mejor escritor aficionado se otorga anualmente a los artistas cuyas obras están dedicadas principalmente a la ciencia ficción o la fantasía que aparecieron en publicaciones de bajo o ningún pago como semiprozines o fanzines, o en medios electrónicos de disponibilidad general durante el año calendario anterior. No hay restricción en cuanto a que el escritor sea también profesional, por lo que varios de estos autores han sido galardonados por sus obras gratuitas. El premio se presentó por primera vez en 1967 y se ha otorgado anualmente.
Además de los premios Hugo regulares, a partir de 1996 se entregan los premios Hugo retrospectivos, o «Retro Hugos», correspondientes a los 50, 75 o 100 años anteriores en los cuales no se entregaron premios. Hasta la fecha, los premios «Retro Hugo» han sido entregados para 1939, 1941, 1943—1946, 1951 y 1954, aunque solo para los años 1946 y 1951 se recibieron suficientes nominaciones para esta categoría, permitiendo que entrara en la papeleta de electores.
Los nominados y ganadores del Premio Hugo son elegidos por miembros asistentes o de apoyo a la Convención mundial de ciencia ficción anual, o Worldcon, y la velada de presentación constituye su evento central. El proceso de selección se define en la Constitución de la Sociedad Mundial de Ciencia Ficción como una segunda vuelta instantánea con seis nominados, excepto en caso de empate. Las obras en la papeleta son las seis más nominadas por los miembros de ese año, sin límite en el número de obras que pueden ser nominadas. Las nominaciones iniciales las realizan los miembros de enero a marzo, mientras que la votación en la papeleta de las seis nominaciones finalistas se realiza aproximadamente entre abril y julio, sujeta a cambios dependiendo de cuándo se celebre la Worldcon de ese año. Antes de 2017, la votación final era de cinco obras; se cambió ese año a seis, fijándose un límite de cinco nominaciones por cada nominador inicial. Las Worldcons generalmente se llevan a cabo cerca del Día del Trabajo y en una ciudad diferente alrededor del mundo cada año.
Durante los 64 años de nominaciones regulares y retrospectivas, 110 escritores han sido nominados; 26 de estos han ganado, incluidos los empates. David Langford ha recibido la mayor cantidad de premios, con 21 victorias de 31 nominaciones. Fue nominado todos los años desde 1979 hasta 2009 y ganó 19 veces seguidas desde 1989 hasta 2007. Los otros escritores que ganaron más de una vez son Richard E. Geis, con siete victorias de 16 nominaciones; Mike Glyer, con cuatro victorias sobre 25 nominaciones; Susan Wood Glicksohn, con tres de ocho; Harry Warner Jr., con dos de nueve; Wilson Tucker, con dos sobre nueve; Bob Shaw, que ganó las dos veces que estuvo nominado; Forrest J. Ackerman, con tres de cinco Retro Hugo; y Ray Bradbury, que ganó los dos Retro Hugo a los que estaba nominado. Los escritores con más nominaciones sin ganar son Evelyn C. Leeper, quien fue nominada 12 veces seguidas desde 1990 hasta 2001, y Steven H. Silver, cuyas 12 nominaciones abarcan desde 2000 hasta 2013.

## Ganadores y nominados
En las siguientes tablas, los años corresponden a la fecha de la ceremonia. Los artistas son elegibles en función de su trabajo del año calendario anterior. Las entradas con fondo azul y un asterisco (*) junto al nombre del artista han ganado el premio; aquellos con fondo blanco, son los nominados en la lista corta.
  *   Ganadores
| Año  | Escritor(es)              | Ref(s)        |
| ---- | ------------------------- | ------------- |
| 1967 | Alexei Panshin*           | [ 11 ]        |
| 1967 | Norm Clarke               | [ 11 ]        |
| 1967 | Bill Donaho               | [ 11 ]        |
| 1967 | Harry Warner Jr.          | [ 11 ]        |
| 1967 | Paul J. Willis            | [ 11 ]        |
| 1968 | Ted White*                | [ 12 ]        |
| 1968 | Ruth Berman               | [ 12 ]        |
| 1968 | Harry Warner Jr.          | [ 12 ]        |
| 1968 | Harlan Ellison (retirado) | [ 12 ] [ 13 ] |
| 1968 | Alexei Panshin (retirado) | [ 12 ] [ 13 ] |
| 1969 | Harry Warner Jr.*         | [ 14 ]        |
| 1969 | Richard Delap             | [ 14 ]        |
| 1969 | Banks Mebane              | [ 14 ]        |
| 1969 | Walt Willis               | [ 14 ]        |
| 1969 | Ted White (retirado)      | [ 14 ] [ 15 ] |
| 1970 | Wilson Tucker*            | [ 16 ]        |
| 1970 | Piers Anthony             | [ 16 ]        |
| 1970 | Charles N. Brown          | [ 16 ]        |
| 1970 | Richard Delap             | [ 16 ]        |
| 1970 | Richard E. Geis           | [ 16 ]        |
| 1971 | Richard E. Geis*          | [ 17 ]        |
| 1971 | Terry Carr                | [ 17 ]        |
| 1971 | Tom Digby                 | [ 17 ]        |
| 1971 | Elizabeth Fishman         | [ 17 ]        |
| 1971 | Ted Pauls                 | [ 17 ]        |
| 1972 | Harry Warner Jr.*         | [ 18 ]        |
| 1972 | Terry Carr                | [ 18 ]        |
| 1972 | Tom Digby                 | [ 18 ]        |
| 1972 | Rosemary Ullyot           | [ 18 ]        |
| 1972 | Bob Vardeman              | [ 18 ]        |
| 1972 | Susan Wood Glicksohn      | [ 18 ]        |
| 1973 | Terry Carr*               | [ 19 ]        |
| 1973 | Charles N. Brown          | [ 19 ]        |
| 1973 | Richard E. Geis           | [ 19 ]        |
| 1973 | Sandra Miesel             | [ 19 ]        |
| 1973 | Rosemary Ullyot           | [ 19 ]        |
| 1973 | Susan Wood Glicksohn      | [ 19 ]        |
| 1974 | Susan Wood Glicksohn*     | [ 20 ]        |
| 1974 | Laura Basta               | [ 20 ]        |
| 1974 | Richard E. Geis           | [ 20 ]        |
| 1974 | Jacqueline Lichtenberg    | [ 20 ]        |
| 1974 | Sandra Miesel             | [ 20 ]        |
| 1975 | Richard E. Geis*          | [ 21 ]        |
| 1975 | John Bangsund             | [ 21 ]        |
| 1975 | Sandra Miesel             | [ 21 ]        |
| 1975 | Don C. Thompson           | [ 21 ]        |
| 1975 | Susan Wood Glicksohn      | [ 21 ]        |
| 1976 | Richard E. Geis*          | [ 22 ]        |
| 1976 | Charles N. Brown          | [ 22 ]        |
| 1976 | Don D'Ammassa             | [ 22 ]        |
| 1976 | Don C. Thompson           | [ 22 ]        |
| 1976 | Susan Wood Glicksohn      | [ 22 ]        |
| 1977 | Richard E. Geis*          | [ 23 ]        |
| 1977 | Susan Wood Glicksohn*     | [ 23 ]        |
| 1977 | Don D'Ammassa             | [ 23 ]        |
| 1977 | Michael Glicksohn         | [ 23 ]        |
| 1977 | Don C. Thompson           | [ 23 ]        |
| 1978 | Richard E. Geis*          | [ 24 ]        |
| 1978 | Charles N. Brown          | [ 24 ]        |
| 1978 | Don D'Ammassa             | [ 24 ]        |
| 1978 | Don C. Thompson           | [ 24 ]        |
| 1978 | Susan Wood Glicksohn      | [ 24 ]        |
| 1979 | Bob Shaw*                 | [ 25 ]        |
| 1979 | Richard E. Geis           | [ 25 ]        |
| 1979 | David Langford            | [ 25 ]        |
| 1979 | Roy Kettle                | [ 25 ]        |
| 1979 | D. West                   | [ 25 ]        |
| 1980 | Bob Shaw*                 | [ 26 ]        |
| 1980 | Richard E. Geis           | [ 26 ]        |
| 1980 | Mike Glyer                | [ 26 ]        |
| 1980 | Arthur D. Hlavaty         | [ 26 ]        |
| 1980 | David Langford            | [ 26 ]        |
| 1981 | Susan Wood Glicksohn*     | [ 27 ]        |
| 1981 | Richard E. Geis           | [ 27 ]        |
| 1981 | Mike Glyer                | [ 27 ]        |
| 1981 | Arthur D. Hlavaty         | [ 27 ]        |
| 1981 | David Langford            | [ 27 ]        |
| 1982 | Richard E. Geis*          | [ 28 ]        |
| 1982 | Mike Glyer                | [ 28 ]        |
| 1982 | Arthur D. Hlavaty         | [ 28 ]        |
| 1982 | David Langford            | [ 28 ]        |
| 1983 | Richard E. Geis*          | [ 29 ]        |
| 1983 | Mike Glyer                | [ 29 ]        |
| 1983 | Arthur D. Hlavaty         | [ 29 ]        |
| 1983 | David Langford            | [ 29 ]        |
| 1984 | Mike Glyer*               | [ 30 ]        |
| 1984 | Richard E. Geis           | [ 30 ]        |
| 1984 | Arthur D. Hlavaty         | [ 30 ]        |
| 1984 | David Langford            | [ 30 ]        |
| 1984 | Teresa Nielsen Hayden     | [ 30 ]        |
| 1985 | David Langford*           | [ 31 ]        |
| 1985 | Leigh Edmonds             | [ 31 ]        |
| 1985 | Richard E. Geis           | [ 31 ]        |
| 1985 | Mike Glyer                | [ 31 ]        |
| 1985 | Arthur D. Hlavaty         | [ 31 ]        |
| 1986 | Mike Glyer*               | [ 32 ]        |
| 1986 | Don D'Ammassa             | [ 32 ]        |
| 1986 | Richard E. Geis           | [ 32 ]        |
| 1986 | Arthur D. Hlavaty         | [ 32 ]        |
| 1986 | David Langford            | [ 32 ]        |
| 1986 | Patrick Nielsen Hayden    | [ 32 ]        |
| 1987 | David Langford*           | [ 33 ]        |
| 1987 | Mike Glyer                | [ 33 ]        |
| 1987 | Arthur D. Hlavaty         | [ 33 ]        |
| 1987 | Patrick Nielsen Hayden    | [ 33 ]        |
| 1987 | Simon Ounsley             | [ 33 ]        |
| 1987 | D. West                   | [ 33 ]        |
| 1987 | Owen Whiteoak (retirado)  | [ 33 ] [ 34 ] |
| 1988 | Mike Glyer*               | [ 35 ]        |
| 1988 | Arthur D. Hlavaty         | [ 35 ]        |
| 1988 | David Langford            | [ 35 ]        |
| 1988 | Guy H. Lillian III        | [ 35 ]        |
| 1988 | Leslie Turek              | [ 35 ]        |
| 1989 | David Langford*           | [ 36 ]        |
| 1989 | Avedon Carol              | [ 36 ]        |
| 1989 | Mike Glyer                | [ 36 ]        |
| 1989 | Arthur D. Hlavaty         | [ 36 ]        |
| 1989 | Guy H. Lillian III        | [ 36 ]        |
| 1989 | Chuq Von Rospach          | [ 36 ]        |
| 1990 | David Langford*           | [ 37 ]        |
| 1990 | Mike Glyer                | [ 37 ]        |
| 1990 | Arthur D. Hlavaty         | [ 37 ]        |
| 1990 | Evelyn C. Leeper          | [ 37 ]        |
| 1990 | Leslie Turek              | [ 37 ]        |
| 1991 | David Langford*           | [ 38 ]        |
| 1991 | Avedon Carol              | [ 38 ]        |
| 1991 | Mike Glyer                | [ 38 ]        |
| 1991 | Arthur D. Hlavaty         | [ 38 ]        |
| 1991 | Evelyn C. Leeper          | [ 38 ]        |
| 1991 | Teresa Nielsen Hayden     | [ 38 ]        |
| 1992 | David Langford*           | [ 39 ]        |
| 1992 | Avedon Carol              | [ 39 ]        |
| 1992 | Mike Glyer                | [ 39 ]        |
| 1992 | Andrew Hooper             | [ 39 ]        |
| 1992 | Evelyn C. Leeper          | [ 39 ]        |
| 1992 | Harry Warner Jr.          | [ 39 ]        |
| 1993 | David Langford*           | [ 40 ]        |
| 1993 | Mike Glyer                | [ 40 ]        |
| 1993 | Andrew Hooper             | [ 40 ]        |
| 1993 | Evelyn C. Leeper          | [ 40 ]        |
| 1993 | Harry Warner Jr.          | [ 40 ]        |
| 1994 | David Langford*           | [ 41 ]        |
| 1994 | Sharon N. Farber          | [ 41 ]        |
| 1994 | Mike Glyer                | [ 41 ]        |
| 1994 | Andrew Hooper             | [ 41 ]        |
| 1994 | Evelyn C. Leeper          | [ 41 ]        |
| 1995 | David Langford*           | [ 42 ]        |
| 1995 | Sharon N. Farber          | [ 42 ]        |
| 1995 | Mike Glyer                | [ 42 ]        |
| 1995 | Andrew Hooper             | [ 42 ]        |
| 1995 | Evelyn C. Leeper          | [ 42 ]        |
| 1996 | David Langford*           | [ 43 ]        |
| 1996 | Sharon N. Farber          | [ 43 ]        |
| 1996 | Andrew Hooper             | [ 43 ]        |
| 1996 | Evelyn C. Leeper          | [ 43 ]        |
| 1996 | Joseph T. Major           | [ 43 ]        |
| 1997 | David Langford*           | [ 44 ]        |
| 1997 | Sharon N. Farber          | [ 44 ]        |
| 1997 | Mike Glyer                | [ 44 ]        |
| 1997 | Andrew Hooper             | [ 44 ]        |
| 1997 | Evelyn C. Leeper          | [ 44 ]        |
| 1998 | David Langford*           | [ 45 ]        |
| 1998 | Bob Devney                | [ 45 ]        |
| 1998 | Mike Glyer                | [ 45 ]        |
| 1998 | Andrew Hooper             | [ 45 ]        |
| 1998 | Evelyn C. Leeper          | [ 45 ]        |
| 1998 | Joseph T. Major           | [ 45 ]        |
| 1999 | David Langford*           | [ 46 ]        |
| 1999 | Bob Devney                | [ 46 ]        |
| 1999 | Mike Glyer                | [ 46 ]        |
| 1999 | Evelyn C. Leeper          | [ 46 ]        |
| 1999 | Maureen Kincaid Speller   | [ 46 ]        |
| 2000 | David Langford*           | [ 47 ]        |
| 2000 | Bob Devney                | [ 47 ]        |
| 2000 | Mike Glyer                | [ 47 ]        |
| 2000 | Evelyn C. Leeper          | [ 47 ]        |
| 2000 | Steven H Silver           | [ 47 ]        |
| 2001 | David Langford*           | [ 48 ]        |
| 2001 | Bob Devney                | [ 48 ]        |
| 2001 | Mike Glyer                | [ 48 ]        |
| 2001 | Evelyn C. Leeper          | [ 48 ]        |
| 2001 | Steven H Silver           | [ 48 ]        |
| 2002 | David Langford*           | [ 49 ]        |
| 2002 | Jeff Berkwits             | [ 49 ]        |
| 2002 | Bob Devney                | [ 49 ]        |
| 2002 | John L. Flynn             | [ 49 ]        |
| 2002 | Mike Glyer                | [ 49 ]        |
| 2002 | Steven H Silver           | [ 49 ]        |
| 2003 | David Langford*           | [ 50 ]        |
| 2003 | Bob Devney                | [ 50 ]        |
| 2003 | John L. Flynn             | [ 50 ]        |
| 2003 | Mike Glyer                | [ 50 ]        |
| 2003 | Steven H Silver           | [ 50 ]        |
| 2004 | David Langford*           | [ 51 ]        |
| 2004 | Jeff Berkwits             | [ 51 ]        |
| 2004 | Bob Devney                | [ 51 ]        |
| 2004 | John L. Flynn             | [ 51 ]        |
| 2004 | Cheryl Morgan             | [ 51 ]        |
| 2005 | David Langford*           | [ 52 ]        |
| 2005 | Claire Brialey            | [ 52 ]        |
| 2005 | Bob Devney                | [ 52 ]        |
| 2005 | Cheryl Morgan             | [ 52 ]        |
| 2005 | Steven H Silver           | [ 52 ]        |
| 2006 | David Langford*           | [ 53 ]        |
| 2006 | Claire Brialey            | [ 53 ]        |
| 2006 | John Hertz                | [ 53 ]        |
| 2006 | Cheryl Morgan             | [ 53 ]        |
| 2006 | Steven H Silver           | [ 53 ]        |
| 2007 | David Langford*           | [ 54 ]        |
| 2007 | Christopher Garcia        | [ 54 ]        |
| 2007 | John Hertz                | [ 54 ]        |
| 2007 | John Scalzi               | [ 54 ]        |
| 2007 | Steven H Silver           | [ 54 ]        |
| 2008 | John Scalzi*              | [ 55 ]        |
| 2008 | David Langford            | [ 55 ]        |
| 2008 | Christopher Garcia        | [ 55 ]        |
| 2008 | Cheryl Morgan             | [ 55 ]        |
| 2008 | Steven H Silver           | [ 55 ]        |
| 2009 | Cheryl Morgan*            | [ 56 ]        |
| 2009 | Christopher Garcia        | [ 56 ]        |
| 2009 | John Hertz                | [ 56 ]        |
| 2009 | David Langford            | [ 56 ]        |
| 2009 | Steven H Silver           | [ 56 ]        |
| 2010 | Frederik Pohl*            | [ 57 ]        |
| 2010 | Claire Brialey            | [ 57 ]        |
| 2010 | Christopher Garcia        | [ 57 ]        |
| 2010 | James Nicoll              | [ 57 ]        |
| 2010 | Lloyd Penney              | [ 57 ]        |
| 2011 | Claire Brialey*           | [ 58 ]        |
| 2011 | James Bacon               | [ 58 ]        |
| 2011 | Christopher Garcia        | [ 58 ]        |
| 2011 | James Nicoll              | [ 58 ]        |
| 2011 | Steven H Silver           | [ 58 ]        |
| 2012 | Jim C. Hines*             | [ 59 ]        |
| 2012 | James Bacon               | [ 59 ]        |
| 2012 | Claire Brialey            | [ 59 ]        |
| 2012 | Christopher Garcia        | [ 59 ]        |
| 2012 | Steven H Silver           | [ 59 ]        |
| 2013 | Tansy Rayner Roberts*     | [ 60 ]        |
| 2013 | James Bacon               | [ 60 ]        |
| 2013 | Christopher Garcia        | [ 60 ]        |
| 2013 | Mark Oshiro               | [ 60 ]        |
| 2013 | Steven H Silver           | [ 60 ]        |
| 2014 | Kameron Hurley*           | [ 61 ]        |
| 2014 | Liz Bourke                | [ 61 ]        |
| 2014 | Foz Meadows               | [ 61 ]        |
| 2014 | Abigail Nussbaum          | [ 61 ]        |
| 2014 | Mark Oshiro               | [ 61 ]        |
| 2015 | Laura J. Mixon*           | [ 62 ]        |
| 2015 | Dave Freer                | [ 62 ]        |
| 2015 | Amanda S. Green           | [ 62 ]        |
| 2015 | Jeffro Johnson            | [ 62 ]        |
| 2015 | Cedar Sanderson           | [ 62 ]        |
| 2016 | Mike Glyer*               | [ 63 ]        |
| 2016 | Douglas Ernst             | [ 63 ]        |
| 2016 | Morgan Holmes             | [ 63 ]        |
| 2016 | Jeffro Johnson            | [ 63 ]        |
| 2016 | Shamus Young              | [ 63 ]        |
| 2017 | Abigail Nussbaum*         | [ 64 ]        |
| 2017 | Mike Glyer                | [ 64 ]        |
| 2017 | Jeffro Johnson            | [ 64 ]        |
| 2017 | Natalie Luhrs             | [ 64 ]        |
| 2017 | Foz Meadows               | [ 64 ]        |
| 2017 | Chuck Tingle              | [ 64 ]        |
| 2018 | Sarah Gailey*             | [ 65 ]        |
| 2018 | Camestros Felapton        | [ 65 ]        |
| 2018 | Mike Glyer                | [ 65 ]        |
| 2018 | Foz Meadows               | [ 65 ]        |
| 2018 | Charles Payseur           | [ 65 ]        |
| 2018 | Bogi Takács               | [ 65 ]        |
| 2019 | Foz Meadows*              | [ 66 ]        |
| 2019 | James Nicoll              | [ 66 ]        |
| 2019 | Charles Payseur           | [ 66 ]        |
| 2019 | Elsa Sjunneson            | [ 66 ]        |
| 2019 | Alasdair Stuart           | [ 66 ]        |
| 2019 | Bogi Takács               | [ 66 ]        |
| 2020 | Bogi Takács*              | [ 67 ]        |
| 2020 | Cora Buhlert              | [ 67 ]        |
| 2020 | James Nicoll              | [ 67 ]        |
| 2020 | Alasdair Stuart           | [ 67 ]        |
| 2020 | Paul Weimer               | [ 67 ]        |
| 2020 | Adam Whitehead            | [ 67 ]        |
| 2021 | Elsa Sjunneson*           | [ 68 ]        |
| 2021 | Cora Buhlert              | [ 68 ]        |
| 2021 | Charles Payseur           | [ 68 ]        |
| 2021 | Jason Sanford             | [ 68 ]        |
| 2021 | Alasdair Stuart           | [ 68 ]        |
| 2021 | Paul Weimer               | [ 68 ]        |
| 2022 | Cora Buhlert*             | [ 69 ]        |
| 2022 | Chris M. Barkley          | [ 69 ]        |
| 2022 | Bitter Karella            | [ 69 ]        |
| 2022 | Alex Brown                | [ 69 ]        |
| 2022 | Jason Sanford             | [ 69 ]        |
| 2022 | Paul Weimer               | [ 69 ]        |

### Retro Hugos
A partir de la Worldcon de 1996, la Sociedad Mundial de Ciencia Ficción creó el concepto de "Retro Hugos", en el que el premio Hugo podría otorgarse retroactivamente durante 50, 75 o 100 años antes. Los Retro Hugos solo pueden ser otorgados durante los años en los que se realizó una Worldcon, aunque inicialmente no se otorgaron premios. Para esta categoría, se han entregado ocho veces: en 1939, 1941, 1943-1946, 1951 y 1954.
| Año  | Año premiado | Escritor                     | Ref    |
| ---- | ------------ | ---------------------------- | ------ |
| 1939 | 2014         | Ray Bradbury*                | [ 70 ] |
| 1939 | 2014         | Forrest J. Ackerman          | [ 70 ] |
| 1939 | 2014         | Wilson Tucker                | [ 70 ] |
| 1939 | 2014         | Harry Warner Jr.             | [ 70 ] |
| 1939 | 2014         | Donald A. Wollheim           | [ 70 ] |
| 1941 | 2016         | Ray Bradbury*                | [ 71 ] |
| 1941 | 2016         | Forrest J. Ackerman          | [ 71 ] |
| 1941 | 2016         | H. P. Lovecraft              | [ 71 ] |
| 1941 | 2016         | Wilson Tucker                | [ 71 ] |
| 1941 | 2016         | Harry Warner Jr.             | [ 71 ] |
| 1943 | 2018         | Forrest J. Ackerman*         | [ 72 ] |
| 1943 | 2018         | Jack Speer                   | [ 72 ] |
| 1943 | 2018         | Wilson Tucker                | [ 72 ] |
| 1943 | 2018         | Harry Warner Jr.             | [ 72 ] |
| 1943 | 2018         | Art Widner                   | [ 72 ] |
| 1943 | 2018         | Donald A. Wollheim           | [ 72 ] |
| 1944 | 2019         | Forrest J. Ackerman*         | [ 73 ] |
| 1944 | 2019         | Myrtle Douglas (como Morojo) | [ 73 ] |
| 1944 | 2019         | Jack Speer                   | [ 73 ] |
| 1944 | 2019         | Wilson Tucker                | [ 73 ] |
| 1944 | 2019         | Art Widner                   | [ 73 ] |
| 1944 | 2019         | Donald A. Wollheim           | [ 73 ] |
| 1945 | 2020         | Fritz Leiber*                | [ 74 ] |
| 1945 | 2020         | Myrtle Douglas (como Morojo) | [ 74 ] |
| 1945 | 2020         | J. Michael Rosenblum         | [ 74 ] |
| 1945 | 2020         | Jack Speer                   | [ 74 ] |
| 1945 | 2020         | Wilson Tucker                | [ 74 ] |
| 1945 | 2020         | Harry Warner Jr.             | [ 74 ] |
| 1946 | 1996         | Forrest J. Ackerman*         | [ 75 ] |
| 1946 | 1996         | Charles E. Burbee            | [ 75 ] |
| 1946 | 1996         | Francis Towner Laney         | [ 75 ] |
| 1946 | 1996         | Wilson Tucker                | [ 75 ] |
| 1946 | 1996         | Art Widner                   | [ 75 ] |
| 1951 | 2001         | Robert Silverberg*           | [ 76 ] |
| 1951 | 2001         | Lee Hoffman                  | [ 76 ] |
| 1951 | 2001         | Wilson Tucker                | [ 76 ] |
| 1951 | 2001         | James White                  | [ 76 ] |
| 1951 | 2001         | Walt Willis                  | [ 76 ] |
| 1954 | 2004         | Wilson Tucker*               | [ 7 ]  |
| 1954 | 2004         | Redd Boggs                   | [ 7 ]  |
| 1954 | 2004         | Lee Hoffman                  | [ 7 ]  |
| 1954 | 2004         | James White                  | [ 7 ]  |
| 1954 | 2004         | Walt Willis                  | [ 7 ]  |